# Maurice Yvon
Maurice Yvon (* 8. August 1857 in Paris; † 28. Januar 1911 ebenda) war ein französischer Architekt.

## Leben
Yvon ist der Sohn des Schlachtenmalers Adolphe Yvon und besuchte in Paris die École des Beaux-Arts und schloss sie mit großem Erfolg ab. Anschließend fand er eine Anstellung im französischen Kolonialministerium.
Für die Weltausstellung 1894 in Chicago war er einer der Aussteller und organisierte die tunesische Abteilung. Sieben Jahre später, 1900, leitete Yvon auf der Weltausstellung die Installationen der Kolonialausstellung.
Im Alter von 54 Jahren starb Maurice Yvon am 28. Januar 1911 in Paris.